# Hemiandrus focalis
Hemiandrus focalis är en insektsart som först beskrevs av Frederick Wollaston Hutton 1896.  Hemiandrus focalis ingår i släktet Hemiandrus och familjen Anostostomatidae. Inga underarter finns listade i Catalogue of Life.